# Sonaguera
Sonaguera es un municipio del departamento de Colón en la República de Honduras. Está ubicado en el valle del Río Aguán. Es el mayor productor de naranja de Honduras, por eso se conoce como la Capital de la Citricultura. Su alta producción de palma y banano también destaca en su economía. 

## Toponimia
Este lugar fue una "zona de guerra"; pero los extranjeros que vinieron no hablaban muy bien español, al hacer mención del lugar decían Sonaguera.
Existe una versión diferente y es que Sonaguera significa en la lengua mesoamericana “agua de los xomates”, arbusto medicinal.

## Límites
| Orientación | Límite                          |
| ----------- | ------------------------------- |
| Norte       | Municipio de Balfate, Colón     |
| Sur         | Municipio de Sabá, Colón        |
| Este        | Municipio de Trujillo, Colón    |
| Este        | Municipio de Tocoa, Colón       |
| Oeste       | Municipio de Olanchito, Yoro    |
| Oeste       | Municipio de Jutiapa, Atlántida |

## Historia
Es un pueblo muy antiguo fundado según partidas de bautismo, en 1536 con el nombre de Señoría y sus primeros habitantes eran nativos que emigraban.
En 1791, en el recuento de población figuraba como cabecera del Curato de Sonaguera.
En el censo de 1887 ya era un municipio y cabecera de distrito.
En tiempo remoto era una parada de descanso que la gente usaba cuando viajaban a pies o a lomo de mula con rumbo al interior del departamento de Colón al centro oriente, y al occidente del todo el país.   La gente salía de Trujillo cruzando una montaña abrupta por medio de un camino pedregoso que se le llamaban La Culebrina, en ese entonces a la zona de hoy ocupa el municipio de Sonaguera era conocido como “Zona de guerra”, porque allí se libraban batallas entre nativos, esclavos negros y los españoles peninsulares, en ese entonces esta zona era un caserío habitado por una raza étnica trigueña y de pelo ensortijado, por su mezcla sanguínea entre nativos y negros de la costa del Mar Caribe.
Al trasladar la Capital del país del municipio de Trujillo a Comayagua, las autoridades se alojaron durante algunos días en Sonaguera, que fue capital provisional, lo mismo que fue sede en un periodo corto de la diócesis Episcopal en tránsito a Comayagua, por orden de Fray de Corea.
El municipio se ha ido desarrollando poco a poco, al nacer su primera escuela de instrucción pública y la cual fuese directora la profesora María Elena Duke de Reyes, empieza también a surgir el comercio, primero La Casa García del señor Aurelio García un ciudadano español, seguido de La Casa Chahin del señor Elías Chahin un ciudadano de ascendencia árabe.   Este último fue el primero en promover la energía eléctrica que producía con un motor Lister de cinco caballos de fuerza y vendía electricidad a los vecinos cercanos.
A vuelta de siglo llega la Standard Fruit co, la cual fundó varias fincas bananeras, construyendo un ferrocarril de pasajeros y carga, la llegada de esta empresa solventó el problema de desempleo y así empezó también la recaudación de impuestos del municipio que antes no tenía ninguna entrada lo cual empezó a favorecer a toda la población en general.

## Educación
Actualmente cuenta con varios centros educativos desde preparatoria hasta educación Media. Siendo el Instituto Técnico Oficial  "19 de diciembre de 1881" el más importante de la Zona; el que cuenta con más de 1500 alumnos en 4 jornadas: matutina, vespertinas, nocturna y fin de semana. Además, tiene diferentes carreras de Bachillerato Técnico Profesional en: Contaduría y Finanzas, Administración de empresas, Construcciones metálicas, Mecánica automotriz, Ciencias y humanidades, Infomática, Agricultura y Ganadería, Corte y Confección e Informática; siendo esta última la de mayor cantidad de estudiantes y de la que egresan la mayor parte de los profesionales del municipio.
Además se cuenta con una sub sede de la Universidad Pedagógica Nacional Francisco Morazán en la que se imparte la carrera de Técnico y Licenciatura en Educación Básica a profesores. Su director actualmente es el licenciado Celvin Mendoza quien fue juramentado en su cargo el 15 de mayo de 2017,  el subdirector Redis Eduardo Rodríguez, quien laboró los últimos dos años como director por ley, nombrado mediante resolución. Su personal docente y administrativo asciende a más de 100 profesores.

## Economía
Sonaguera es conocida como la Capital de la Citricultura de Honduras y su economía depende, en mayor parte, del cultivo de la naranja, la producción se vende en el mercado doméstico y a otros países como Estados Unidos, Martinica, Guatemala, El Salvador, Nicaragua, México y Europa.
La Estándar Fruit de Honduras posee tierras de alta fertilidad y ubicación estratégica para el cultivo de Banano. Existe una cantidad importante de campesinos que no poseen tierra para sembrar por lo que se ven obligados a recurrir a alquilar parcelas para el establecimiento de cultivos anuales, esto se ha potencializado después del crecimiento desconsiderado y acumulción de propiedades de parte de narcotraficantes y empresarios que compraron tierras de cooperativas y dejando a los campesinos sin un lugar donde cultivar.
Muchas familias, se ven auxiliadas por las remesas de Dólares y Euros que reciben de los familiares que residen en Estados Unidos, Islas Caimán y Europa.

### Agricultura
La base económica de Sonaguera es la agricultura. Siendo los rubros más importantes la naranja, maíz, frijol, banano, arroz, el banano, caña de azúcar, café, hortalizas. Sonaguera es conocida como La capital de la citricultura de Honduras, ya que en gran parte su economía depende del cultivo de la naranja, de la que el 55% de la producción se vende en el mercado doméstico y a otros países del área centroamericana (El Salvador, Guatemala y Nicaragua) el resto es procesado localmente en jugo por la Colón Fruit Company (COFRUCTO), actualmente se ha reemplazado el cultivo de cítricos por pastizales y granos básicos. El cultivo de la Palma africana está concentrado en manos de grandes productores nacionales.
Cultivos de Subsistencia: fríjol, maíz, arroz, plátanos, yuca, caña de azúcar, aguacate, chile, ayote, tomate.
Cultivos Comerciales: naranja, banano, sandía, Palma Africana, Café, Cacao.
Por lo general en el Municipio de Sonaguera, debido a su nivel Climatológico húmedo cálido se orienta más a la actividad agrícola, desarrollando diferentes cultivos de los cuales generan gran parte de los ingresos.
La actividad agrícola ha sido orientada a la explotación de cultivos permanentes (cítricos, palma africana, banano) y de cultivos anuales como el maíz, arroz y fríjol en dos ciclos de producción; primera con Maíz, Fríjol; postrera con Maíz, Arroz; también son cultivadas pequeñas áreas de hortalizas en las zonas altas del Municipio, entre los que se encuentran: tomate, chile dulce, yuca y repollo entre otros.
Las plantaciones de Cítricos y Palma Africana están ubicados en los mejores suelos del Municipio, utilizándose en estos un nivel tecnológico intermedio, la producción de naranja en la mayoría de los casos se destina para cubrir la demanda de fruta fresca del mercado Nacional, el Salvadoreño y cubrir las necesidades de materia prima de las dos plantas extractoras de jugo ubicadas en la zona y propiedad de COFRUTCO.
El cultivo de banano es realizado por la Standard Fruit Company, división Isletas y por la cooperativa Santa Inés Limitada. En estas plantaciones es utilizado un alto nivel tecnológico, haciéndose uso de todos los elementos necesarios en una explotación agrícola de este tipo; su producción es destinada para la exportación internacional. Las áreas destinadas para estos cultivos se muestran a continuación:

### Ganadería
Ganado bovino y porcino Apicultura y Piscicultura. La actividad Ganadera es predominante en el Municipio, lo que está orientado a un doble propósito carne y leche, con mayor énfasis en carne.
La ganadería en su mayoría se sitúa en la parte alta del Municipio, lo que ocasiona serios problemas de erosión de suelo debido principalmente al sobre pastoreo.
Como en la mayoría de los hogares a nivel rural, en Sonaguera, por tradición y para satisfacer ocasionalmente las necesidades alimenticias siempre hay existencias de especies menores como: cerdos y gallinas, los cuales generalmente son manejadas por niños o amas de casa.
La cría porcina es una actividad de traspatio realizada por la mujer y con aplicación de tecnologías para aprovechamiento comercial.

### Comercio
En relación con el comercio Sonaguera cuenta con un gran ingreso económico como: Pulperías, farmacias, comedores, modistas, venta de electrodomésticos, bufete, ferreterías, servicios secretariales, mini súper, clínicas médicas, barberías, sala de belleza y otros.
Comercio: Cooperativas de Transporte, Pulperías, Farmacias, Restaurantes, Comedores, Modistas, Venta de Electrodomésticos, Bufetes Legales, Ferreterías, Servicios Secretariales, Fotocopias, Servicio de Internet, Emisoras de Radio, Venta de Ropa, Gasolineras, Bodegas, Hoteles, Expendios de Bebidas Alcohólicas, Mini-superes, Clínicas Médicas, Laboratorios Médicos, Talleres Mecánicos, Repuestos para Bicicletas, Barberías, Salas de Belleza, servicio de televisión por cable e internet y otros.
Telefonía Celular: TIGO, CLARO, SONATEL.

### Industria
En industria existe una masiva producción de cítricos, naranjas y derivados, palma africana, banano, ganadería y granos básicos y se considera un municipio auto en la producción de sus artículos de primera necesidad.
En industria existe una masiva producción de cítricos, naranjas y derivados, palma africana, banano, ganadería y granos básicos y se considera una municipio auto en la producción de sus artículos de primera necesidad.
Planta Procesadora de Cítricos
Planta Empacadora de Cítricos
Fábrica de Vino AMUPROCIS
Artesanales: Talleres de Carpintería y Soldadura, Bloqueras, Procesadoras de Productos Lácteos.

## Turismo
Sonaguera es un municipio donde sus habitantes pueden disfrutar de pequeños y hermosos lugares turísticos como: El Satre, Brisas de San José, Brisas del Río, balneario las minitas etc.

### Cerro de Politron
Es el cerro donde se encuentra la hermosa Posa La Canoa, en la cual se puede bañar. En este cerro muchas empresas (Televicentro, Celtel, etc) tienen instaladas torres para trasmisión satelital.

### Puente Alto
Es el puente utilizado antaño por el ferrocarril. En la actualidad podemos observar y disfrutar el hermoso paisaje. 

### Fiesta Patronal
Feria patronal se celebra en el mes de agosto.  El 14 de agosto se celebra su vigilia y 15 de agosto se celebra el día principal de la feria, dedicada a la Virgen de los Remedios.
En su aspecto cultural y folklórico prevalecen los acontecimientos sociales, como celebraciones religiosas, velatorios, bodas, sepelios, bautizos y ferias, los apellidos y familias ancestrales que prevalecen están los Bardales, Reyes y Martínez.

## Política
| Puesto      | Funcionario                     | Partido político       |
| ----------- | ------------------------------- | ---------------------- |
| Alcalde     | Diler Adix Hernández Oliva      | Libertad y Refundación |
| Vicealcalde | Elvin Alexander Delcid Menjívar | Libertad y Refundación |
| Regidor 1   | Juan Alberto Sauceda Cardona    | Partido Nacional       |
| Regidora 2  | Mery Susana Pérez               | Libertad y Refundación |
| Regidor 3   | Gregorio Fuentes Ferrera        | Partido Nacional       |
| Regidor 4   | José Geovanny Fúnez Domínguez   | Libertad y Refundación |
| Regidora 5  | Dora María García Fernández     | Partido Nacional       |
| Regidora 6  | Suly Wilmara Antúnez Mendoza    | Libertad y Refundación |
| Regidor 7   | Santos Gregorio Girón Rivera    | Partido Nacional       |
| Regidor 8   | Adolfo Darío Ortiz Colato       | Libertad y Refundación |

## División política
- Aldeas: 39 (2013)
- Caseríos: 158 (2013)

| Código administrativo | Aldea                                    |
| --------------------- | ---------------------------------------- |
| 020701                | Sonaguera                                |
| 020702                | Agua Caliente                            |
| 020703                | Alto Seco                                |
| 020704                | Campo la Paz                             |
| 020705                | Cuyulapa                                 |
| 020706                | Churrusquera                             |
| 020707                | El Guayabal                              |
| 020708                | El Limón                                 |
| 020709                | El Porvenir de Aída o El Berrinche       |
| 0207010               | El Sastre                                |
| 020711                | Fausto                                   |
| 020712                | Flores del Este                          |
| 020713                | Gioconda                                 |
| 020714                | Isleta Central                           |
| 020715                | Juan Lázaro Abajo o San José de la Unión |
| 020716                | La Cubana                                |
| 020717                | La Curva de Isletas                      |
| 020718                | La Hoya Arriba                           |
| 020719                | La Presa o Juan Lázaro Arriba            |
| 020720                | Lanza                                    |
| 020721                | Lezcano                                  |
| 020722                | Lorelay                                  |
| 020723                | Lorencito                                |
| 020724                | Lucía                                    |
| 020725                | Los Carrioles                            |
| 020726                | Los Planes                               |
| 020727                | Miramar                                  |
| 020728                | Monte de Oro                             |
| 020729                | Parmas                                   |
| 020730                | Puente Alto                              |
| 020731                | Quebrada de Arena                        |
| 020732                | Río de Piedra                            |
| 020733                | Sabana de la Pita                        |
| 020734                | Sabana de Utila                          |
| 020735                | Tosca                                    |
| 020736                | Tres Luces                               |
| 020737                | Trovador                                 |
| 020738                | Utila                                    |

La cabecera, Sonaguera, se ubica un poco abajo del centro del municipio. Cuenta con12 barrios y 9 colonias.

## Deportes
El fútbol es el Deporte mas practicado en la ciudad contando con una Liga Mayor y con un club en Liga de Ascenso, el Club Deportivo Sampdoria